# النرشخي

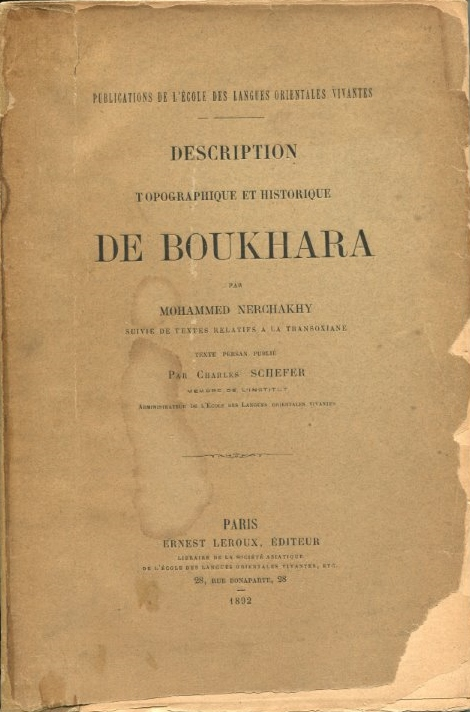
الطبعة الفرنسية الأولى لكتاب تاريخ بخارى للنرشخي، 1892م

أبو بكر محمد بن جعفر النرشخي (286 - 348 هـ / 899 - 959م)، عالم صغدي من قرية نرشخ في واحة بخارى، وهو أول مؤرخ معروف في آسيا الوسطى. كُتب كتابه الفريد تاريخ بخارى باللغة العربية وتم تقديمه إلى الأمير الساماني نوح الأول إما في سنة 943م أو 944م. ويقدم الكتاب معلومات مهمة عن بخارى لا يمكن العثور عليها في مصادر معاصرة أخرى. ولا يُعرف عن النرشخي سوى تأليفه لهذا الكتاب الواحد.

## سيرته
كان النرشخي من أهل الصغد. ورغم أن اللغة الصغدية كانت قد حلت محلها اللغة الفارسية في أغلب الأماكن المكتظة بالسكان في الصغد في أيامه، فمن المرجح أن النرشخي كان لا يزال يتحدث اللغة الصغدية جيدًا.
كان كتابه تاريخ بخارى قد ألفه من أجل راعٍ كان يؤيد أهل السنة ضد الإسماعيلية. ومن خلال الدعاة المنخرطين في الدعوة، انتشرت الطائفة الإسماعيلية الشيعية، وكان أهل السنة يعتبرونها تهديدًا. وقد كُتب هذا الكتاب في وقت الاضطرابات التي عصفت بالسامانيين. فقد اعتنق نصر الثاني المذهب الشيعي الإسماعيلي، وواجه ابنه نوح بن نصر اضطرابات سياسية أدت إلى مقتل وزيره وأعضاء آخرين من بلاطه. وطهر نوح الدعاة وقتل المتحولين الإسماعيليين في محاولة للتراجع عن نفوذهم المتعدي، لكن الوضع في البلاط ظل متوترًا. وكان السامانيون، الذين تعود جذورهم إلى الصغد، قد تولوا دور حراس الشريعة السنية، في معارضة للصفاريين في سيستان والسامانيين. وقد كلفوا بترجمة الأعمال العربية مثل تاريخ الرسل والملوك إلى الفارسية. وقد ترجمت هذه النصوص؛ فتاريخ بخارى الذي ترجمه أبو نصر أحمد بن نصر القباوي، توسع في النص ليشمل فترة زمنية أطول، ولكن هذه الترجمة الفارسية اختصرها فيما بعد محمد بن زفر بن عمر في القرن الثاني عشر.

## مؤلفاته
- تاريخ بخارى: ألفه بالعربية أبو بكر محمد بن جعفر النرشخي سنة 322 هـ لنوح بن نصر الساماني،[6] وترجمه إلى الفارسية سنة 552 هـ أبو نصر أحمد بن محمد بن نصر القباوي، ولخصه سنة 574 هـ محمد بن زفر بن عمر. والترجمة الفارسية مطبوعة في باريز سنة 1892 م، وقطعة من الأصل العربي مطبوعة هناك أيضا.[7] في سنة 1954م، قام المؤرخ ريتشارد ن. فراي بترجمة الاختصار الفارسي للكتاب إلى اللغة الإنجليزية.[8]